# Joe Hill (író)
Joseph Hillstrom King (művésznevén Joe Hill) (Hermon, Maine, 1972. június 4. –) amerikai író.

## Élete és pályafutása
Joseph Hillstrom King Stephen és Tabitha King középső gyermekeként nőtt fel a Maine állambeli Bangorban. Nevét Joe Hill (1879–1915) svéd születésű amerikai dalszerző után kapta.
Az egyetem elvégzése után kezdett írni, de nem saját, hanem művésznéven, hogy ne azonnal asszociáljanak a neve kapcsán világhírű édesapjára, aki szintén író. Ez annak is köszönhető, hogy ugyanúgy a horror, a fantasy és a sci-fi műfajában alkot, mint Stephen King. Joe Hill öccse, az öt évvel fiatalabb Owen King szintén író.
Számos novellát követően, amelyekért megkapta többek között a Bram Stoker-díjat és a World Fantasy díjat, 2007-ben kiadták első regényét, a Szív alakú doboz címűt.
2010-ben jelent meg második regénye, a Szarvak, amely szintén olvasható magyarul.
Megkapta a Ray Bradbury-ösztöndíjat és a legjobb új fantasy-írónak járó William L. Crawford-díjat.
Nős, feleségével és három gyermekével New Hampshire-ben él.
2019-ben a DC Comics megszüntette a Vertigo nevű felnőtteket célzó alkiadóját. A DC Comics horror tematikájú képregényeinek kiadása Joe Hill felügyelete mellett, és írói közreműködésével Hill House Comics gyűjtőnév alatt folytatódik.

## Fontosabb művei

### Regények és novelláskötetek
| Eredeti cím (kiadás éve)                           | Magyar kiadás címe (kiadó, kiadás éve, fordító) | Megjegyzés |
| -------------------------------------------------- | --- | --- |
| 20th Century Ghost (2005)                          | Fekete telefon (Gabo Könyvkiadó és Kereskedelmi Kft., 2022, Uram Tamás / Pék Zoltán)                                                                                               | novelláskötet filmadaptáció: Fekete telefon (2022)                                                                   |
| Heart-Shaped Box (2007)                            | A szív alakú doboz (Európa Könyvkiadó, Budapest, 2008, Uram Tamás) A szív alakú doboz (Gabo Könyvkiadó és Kereskedelmi Kft., 2018, Uram Tamás)                                     | |
| Horns (2010)                                       | Szarvak (Európa Könyvkiadó, Budapest, 2012, Uram Tamás) Szarvak (Gabo Könyvkiadó és Kereskedelmi Kft., Budapest, 2020, Uram Tamás)                                                 | filmadaptáció: Szarvak (2013)                                                                                        |
| NOS4A2 (2013)                                      | NOS4A2 (Európa Könyvkiadó, Budapest, 2014, Uram Tamás – Gabriel Rodríguez rajzaival) NOS4A2 (Gabo Könyvkiadó és Kereskedelmi Kft., Budapest, 2019, Uram Tamás; 2. javított kiadás) | kapcsolódó képregény: Wraith: Welcome to Christmasland (2014) tv sorozat adaptáció: NOS4A2 (2019)                    |
| In the Tall Grass (2012) Throttle (2009)           | A magas fűben / Teljes gázzal (Európa Könyvkiadó, Budapest, 2016, Hegyi Pál / Totth Benedek)                                                                                       | Az Európa zsebkönyvek sorozatban. Két novella társszerzőként Stephen Kinggel filmadaptáció: In the Tall Grass (2019) |
| The Fireman (2016)                                 | Spóra (Európa Könyvkiadó, Budapest, 2017, Uram Tamás) | |
| A Little Silver Book of Sharp Shiny Slivers (2017) | | limitált kiadású novella- és esszégyűjtemény                                                                         |
| Strange Weather: Four Short Novels (2017)          | Furcsa időjárás – Négy fantasztikus történet (Gabo Könyvkiadó és Kereskedelmi Kft., 2018, Uram Tamás)                                                                              | kisregénykötet |
| Full Throttle (2019)                               | | novelláskötet |

### Egyéb magyar nyelvű novellamegjelenések
| Eredeti cím                           | Magyar cím                      | Kiadvány (kiadó, kiadás éve)                                                                          |
| ------------------------------------- | ------------------------------- | --- |
| Devil on the Staircase                | Az ördög a lépcsőn              | 27 képtelen történet (Metropolis Media, 2011)                                                         |
| By the Silver Water of Lake Champlain | A Champlain-tó ezüstös vizeinél | Árnyak és rémek: Sam Weller és Mort Castle antológiája Ray Bradbury emlékére (Metropolis Media, 2012) |

### Képregények
- Locke & Key (2008–2013), illusztrálta: Gabriel Rodriguez
  - Magyar megjelenés, fordította: Holló-Vaskó Péter:[4]
    - Lock & Key – Kulcs a zárját 1.; Fumax Kiadó, Budapest, 2018
    - Lock & Key – Kulcs a zárját 2.; Fumax Kiadó, Budapest, 2019
    - Lock & Key – Kulcs a zárját 3.; Fumax Kiadó, Budapest, 2019
- Kodiak (2010), adaptálta: Jason Ciaramella, illusztrálta: by Nat Jones
- The Cape (2010), adaptálta: Jason Ciaramella, illusztrálta: Zach Howard
- The Cape (2011), adaptálta: Jason Ciaramella, illusztrálta: Zach Howard
- The Cape: 1969 (2012), adaptálta: Jason Ciaramella, illusztrálta: Nelson Daniel
- Thumbprint (2013) adaptálta: Jason Ciaramella
- Wraith: Welcome to Christmasland (2014), illusztrálta: C. P. Wilson III
- Shadow Show: Stories in Celebration of Ray Bradbury: "By the Silver Water of Lake Champlain" (2014), adaptálta: Jason Ciaramella, illusztrálta: C. P. Wilson III
- Tales from the Darkside (2016), illusztrálta: Gabriel Rodriguez
- The Cape: Fallen (2018), társszerző: Jason Ciaramella, illusztrálta: Zach Howard
- Basketful of Heads (2019), illusztrálta: Leomacs
  - Magyar megjelenés, fordította: Uram Tamás: Egy kosár fej; GABO Kiadó, 2024
- Plunge (2019), illusztrálta: Stuart Immonen
  - Magyar megjelenés, fordította: Uram Tamás: Merülés; GABO Kiadó, 2024
- Sea Dogs (2019), illusztrálta: Dan McDaid
- Dying is Easy (2020), illusztrálta: Martin Simmonds
- Rain (2022), adaptálta: David M. Booher, illusztrálta: Zoe Thorogood